# Hezba Asgad
Hezba Asgad fut un Roi des Rois d'Éthiopie de 1295 à 1296, membre de la dynastie salomonide et 2e fils de Yagbéa-Syon.